# Бесшумный перезвон ветра
«Бесшумный перезвон ветра» (англ. Soundless Wind Chime) — фильм молодого режиссёра из Гонконга Уинг Кит Хунга. На Берлинале 2009 года картина номинировалась на премию «Тедди» в номинации «Лучший художественный фильм».

## Сюжет
На улицах Гонконга случайно встретились две одинокие души: иммигрант из Китая по имени Рикки и уличный воришка из Швейцарии Паскаль. Рикки работает официантом в местном ресторане. Паскаль промышляет воровством, ловко используя преимущества своего европейского статуса в этом постколониальном азиатском городе. Дальше влюблённость и романтические отношения, сменяющиеся недоверием и отчуждённостью. Молодые люди пытаются понять, что толкает их в объятия друг друга: настоящая любовь или всего лишь боязнь одиночества. Через некоторое время Паскаль исчезает.
Рикки отправляется в Швейцарию, чтобы разыскать друга. Там, опять же случайно, Рикки сталкивается с Ули, робким владельцем антикварного магазина, который выглядит также, как Паскаль. Но это уже совсем другой человек.
Далее в повествовании отсутствует чёткая грань между реальностью и фантазией, настоящим и прошлым… Ули может существовать на самом деле, но может быть и плодом воображения Рикки. Вот Рикки в печали бродит по заснеженной швейцарской деревне, и тут же он в Китае ухаживает за своей неизлечимо больной матерью.

## В ролях
| Актёр            | Роль              |
| ---------------- | ----------------- |
| Люй Юйлай        | Рикки             |
| Бернхард Буллинг | Паскаль/Ули       |
| Фанг Ли          | хозяйка ресторана |
| Эрик Квок        | Стив              |
| Жиль Чуди        | Отец              |

## Награды и номинации
- Приз зрительских симпатий в номинации «Лучший художественный фильм» на ЛГБТ-кинофестивале в Турине, 2008 год[3].
- Номинация на премию «Тедди» в категории «Лучший художественный фильм» на Международном Берлинском кинофестивале, 2009 год[2].